# Caungula
Caungula ist eine Kleinstadt und ein Landkreis im Nordosten Angolas.

## Verwaltung
Caungula ist Sitz eines gleichnamigen Kreises (Município) der Provinz Lunda Norte. Im Kreis leben 64.861 Einwohner (hochgerechnete Schätzung 2013). Die Volkszählung 2014 soll fortan gesicherte Bevölkerungsdaten liefern.
Der Kreis Caungula setzt sich aus zwei Gemeinden (Comunas) zusammen:
- Camaxilo
- Caungula

## Wirtschaft
Der Kreis ist stark landwirtschaftlich geprägt. Mit einer Landwirtschaftsmesse will die Kreisverwaltung zukünftig den Produzenten den Zugang zu neuen Märkten und Innovationen erleichtern. Auch die Fertigstellung der Nationalstraße EN225 soll den Transport und damit den Handel mit den Produkten vereinfachen. Die Viehzucht und der Anbau von Tomaten, Reis, Kaffee, Süßkartoffeln, Maniok Erdnüssen und Mais werden als besonders geeignet gesehen, lokalen Hunger zukünftig zu vermeiden und wirtschaftliche Potentiale im Kreis zu entwickeln. Auch die Fischzucht und Fischerei in den Flüssen im Kreis soll gefördert werden.
Im Kreis bestehen 67 bäuerliche Produktionsgemeinschaften und sieben landwirtschaftliche Genossenschaften (Stand März 2014). Ihre Zahl soll gesteigert werden, um die gezielte Förderung durch die Kreisverwaltung zu ermöglichen.